# Mary Tsóni
 (août 2017).
Mary Tsóni (grec moderne : Μαίρη Τσώνη / Méri Tsóni) est une actrice et chanteuse grecque, née en 1987 et décédée en 2017 à l'âge de 29 ans.

## Biographie
Elle était la chanteuse du groupe Mary and The Boy.

## Filmographie
- 2005 : Evil (To Kako) : Jenny
- 2005 : The Northern Street : Mary
- 2009 : Canine (Dogtooth) : la sœur cadette
- 2009 : Evil - In the Time of Heroes : Jenny
- 2010 : Artherapy
- 2010 : Ta oporofora tis Athinas
- 2017 : Motherland : Mary